# Hockey Club Forte dei Marmi 2018-2019
Questa voce raccoglie le informazioni riguardanti l'Hockey Club Forte dei Marmi nelle competizioni ufficiali della stagione 2018-2019.

## Maglie e sponsor
Lo sponsor ufficiale per la stagione 2018-2019 è B&B Service.
| 1ª divisa | 2ª divisa |

## Organigramma societario
- Presidente: Piero Tosi
- Vicepresidente:
- Consiglieri:
- Direttore sportivo:
- Segretaria:
- Addetto stampa:

## Organico

### Giocatori
Rosa e numerazione, tratte dal sito internet ufficiale del club.
| N° | Naz.                 | Ruolo | Sportivo           |  |  |  |
| -- | -------------------- | ----- | ------------------ |  |  |  |
| 5  | Italia (bandiera)    | E     | Federico Ambrosio  |  |  |  |
| 7  | Spagna (bandiera)    | E     | Jordi Burgaya      |  |  |  |
| 8  | Italia (bandiera)    | E     | Gabriel Ambrosio   |  |  |  |
| 18 | Spagna (bandiera)    | E     | Marti Casas Lozano |  |  |  |
| 22 | Italia (bandiera)    | P     | Riccardo Gnata     |  |  |  |
| 26 | Italia (bandiera)    | E     | Elia Cinquini      |  |  |  |
| 57 | Argentina (bandiera) | E     | Franco Platero     |  |  |  |
| 67 | Italia (bandiera)    | E     | Cosimo Mattugini   |  |  |  |
| 74 | Italia (bandiera)    | P     | Leonardo Bertozzi  |  |  |  |
| 77 | Italia (bandiera)    | E     | Giacomo Maremmani  |  |  |  |

### Staff
- 1º Allenatore:  Pierluigi Bresciani
- 2º Allenatore:
- Meccanico:

## Organico seconda squadra

### Giocatori
Rosa e numerazione, tratte dal sito internet ufficiale del club.
| N° | Naz.              | Ruolo | Sportivo             |  |  |  |
| -- | ----------------- | ----- | -------------------- |  |  |  |
| 1  | Spagna (bandiera) | P     | David Domenech Valls |  |  |  |
| 4  | Italia (bandiera) | E     | Gioele Falaschi      |  |  |  |
| 8  | Italia (bandiera) | E     | Roberto Maggi        |  |  |  |
| 9  | Italia (bandiera) | E     | Niccolò Mattugini    |  |  |  |
| 10 | Italia (bandiera) | P     | Filippo Cagliotti    |  |  |  |
| 16 | Italia (bandiera) | E     | Leonardo Maremmani   |  |  |  |
| 22 | Italia (bandiera) | E     | Lorenzo Giovannetti  |  |  |  |
| 37 | Italia (bandiera) | E     | Gabriele Angioli     |  |  |  |
| 47 | Italia (bandiera) | E     | Morgan Antonioni     |  |  |  |
| 67 | Italia (bandiera) | E     | Davide Gallotta      |  |  |  |

### Staff
- 1º Allenatore:  Massimo Mori
- 2º Allenatore:
- Meccanico: